# Ramón Perellós y Roccaful
Ramón Perellos y Roccaful (Valencia, 1637 – Valletta, 1720) was grootmeester van de Maltezer Orde van 1697 tot 1720. Hij volgde bij zijn aanstelling Adrien de Wignacourt op.

## Biografie
Perellós en de Orde werden in 1715 door de Republiek Venetië benaderd om de Venetianen te ondersteunen bij een aanval op de Ottomanen in Morea. De Venetiaanse gezant, Giacomo Capello, had een reisverslag geschreven over zijn bezoek aan Malta. Hierin karakteriseerde Capello de Orde onder Perellós als eentje die weinig ridderlijk meer was en ook alle eer had verloren.
In de opdracht van Perellós werd de Portes des Bombes in Floriana gebouwd door Charles François de Mondion, die in 1721 gereed kwam.

## Grafmonument
Zijn grafmonument in de Sint-Janscokathedraal in Valletta wordt beschouwd als een van de hoogtepunten van de Maltese barok. Hij werd na zijn dood opgevolgd door Marc'Antonio Zondadari.